# 1986년 동계 아시안 게임 쇼트트랙
1986년 동계 아시안 게임의 쇼트트랙은 1986년 동계 아시안 게임의 경기 종목으로 1986년 3월 6일부터 3월 6일까지 진행되었다.

## 메달 집계
| 순위 | 국가                   | 금메달 | 은메달 | 동메달 | 합계 |
| ---- | ---------------------- | ------ | ------ | ------ | ---- |
| 1    | 일본                   | 8      | 6      | 1      | 15   |
| 2    | 대한민국               | 0      | 2      | 5      | 7    |
| 3    | 조선민주주의인민공화국 | 0      | 0      | 2      | 2    |
| 합계 | 합계                   | 8      | 8      | 8      | 24   |

## 메달리스트
| 종목              | 금                         | 은                           | 동                                  |
| ----------------- | -------------------------- | ---------------------------- | ----------------------------------- |
| 남자 500m 자세히  | 스기오 겐이치 일본 (JPN)   | 가와이 도시노부 일본 (JPN)   | 김창환 조선민주주의인민공화국 (PRK) |
| 남자 1000m 자세히 | 아카사카 유이치 일본 (JPN) | 이시하라 다쓰요시 일본 (JPN) | 김창환 조선민주주의인민공화국 (PRK) |
| 남자 1500m 자세히 | 가와이 도시노부 일본 (JPN) | 이시하라 다쓰요시 일본 (JPN) | 김기훈 대한민국 (KOR)               |
| 남자 3000m 자세히 | 아카사카 유이치 일본 (JPN) | 이시하라 다쓰요시 일본 (JPN) | 나운섭 대한민국 (KOR)               |
| 여자 500m 자세히  | 시시이 에이코 일본 (JPN)   | 야마다 유미코 일본 (JPN)     | 임현숙 대한민국 (KOR)               |
| 여자 1000m 자세히 | 다케우치 히로미 일본 (JPN) | 유부원 대한민국 (KOR)        | 이현정 대한민국 (KOR)               |
| 여자 1500m 자세히 | 기노시타 마리코 일본 (JPN) | 다케우치 히로미 일본 (JPN)   | 유부원 대한민국 (KOR)               |
| 여자 3000m 자세히 | 시시이 에이코 일본 (JPN)   | 유부원 대한민국 (KOR)        | 다케우치 히로미 일본 (JPN)          |